# Синдром космической адаптации
Синдром космической адаптации или космическая болезнь — состояние, которое испытывают по разным оценкам от трети до половины всех космонавтов во время адаптации к невесомости. По симптомам состояние похоже на морскую болезнь: снижение аппетита, головокружение, головная боль, усиление слюноотделения, тошнота, иногда встречается рвота, пространственные иллюзии. Все эти эффекты обычно проходят после 3–6 суток полёта. Впервые это состояние испытал и описал Герман Титов во время своего первого в мире суточного полёта в августе 1961 года.

## Причины
В качестве причин развития данного нарушения называются:
- необходимость адаптации вестибулярного аппарата к невесомости[1][3]
- нарушение взаимодействия других сенсорных систем организма[1]
- перераспределение крови в организме[1]

## Интересные факты
- Сходное состояние некоторые космонавты испытывают в течение первых суток после возвращения на Землю.[1]
- Неприятные ощущения и симптомы, связанные с синдромом космической адаптации, варьируются по степени тяжести. Порядка 50 % космонавтов испытывают дискомфорт средней степени (тошнота, головная боль, дезориентация);  у приблизительно 10 % наблюдается тяжелая реакция (рвота, другие симптомы, совершенно лишающие человека возможности нормально работать в течение периода привыкания).
- Одним из самых тяжелых случаев реакции на невесомость в астронавтике США был полёт астронавта (и сенатора Конгресса США) Джейка Гарна (Jake Garn) в 1985 по программе «Спейс Шаттл». Астронавт-сенатор чувствовал себя настолько плохо, что среди его коллег-профессиональных астронавтов NASA (после юмористической сценки в популярном комиксе) вошла в обиход шуточная единица измерения тяжести состояния в период адаптации — один гарн. Большинство же астронавтов испытывают дискомфорт не более 0,1 гарна по этой шкале.[4]